# Бібліотека Харківського національного університету міського господарства імені О.М. Бекетова
Наукова бібліотека Харківського національного університету міського господарства імені О. М. Бекетова — навчальний, інформаційний та культурно-просвітницький підрозділ університету, який забезпечує бібліотечно-бібліографічне та інформаційне обслуговування студентів, аспірантів, наукових і науково-педагогічних працівників та співробітників згідно з їх інформаційними запитами на основі широкого доступу до бібліотечних та інформаційних ресурсів.

## Історія бібліотеки
Історія Наукової бібліотеки Харківського національного університету міського господарства імені О. М. Бекетова бере свій початок у 1920-х роках.
Восени 1921 року у Харкові було відкрито Всеукраїнський музей комунального господарства, який мав у своєму розпорядженні невелику бібліотеку профільної літератури обсягом 150 томів. У 1922 році музей увійшов до складу щойно створеного Всеукраїнського технікуму комунального господарства, якому й було передано бібліотеку. На той час вона займала дві кімнати загальною площею 90 м² на першому поверсі навчального закладу та через обмеженість книжкового фонду працювала як бібліотека-читальня. Штат співробітників налічував усього 5 осіб.
Подальшому становленню та розвитку бібліотеки сприяла низка реорганізацій навчального закладу: наказом від 12 червня 1930 року його було перетворено на Харківський інститут комунального господарства (нині — ХНУМГ ім. О. М. Бекетова). У другій половині 1930-х років, після надбудови третього поверху будівлі інституту на Куликівському узвозі, 12, бібліотеці було надано два зали, що слугували її приміщенням упродовж наступних сорока років.
З підвищенням авторитету й популярності інституту серед фахівців та абітурієнтів збільшився й обсяг роботи, відбулося кількісне та якісне зростання книжкового фонду. Так, у 1938 році фонд бібліотеки налічував 35 тисяч примірників, у 1939 році — 40 тисяч, а в 1940 році — вже 45 тисяч. Напередодні війни, у 1941 році, книжковий фонд сягнув 70 тисяч примірників.
Під час Другої світової війни, у роки окупації Харкова (1941—1943), інститут зазнав значних руйнувань: було пошкоджено навчальний корпус, знищено та розграбовано обладнання кабінетів та лабораторій, спалено майже всі фонди бібліотеки. Частина книжок, яку вдалося вивезти під час евакуації спочатку до м. Адлера на територію радгоспу «Південні культури», а згодом — до столиці Киргизії м. Фрунзе (нині — Бішкек, Киргизстан), була збережена. Загалом у серпні 1943 року з евакуації повернули близько 10 тисяч книг. Завдяки зусиллям співробітників інституту до 1949 року вдалося відновити 15 тисяч примірників довоєнного фонду.
Упродовж 1950-х років колектив бібліотеки, що налічував уже 9 працівників, зосередив зусилля на збереженні, оновленні та ефективному використанні книжкового фонду. У цей період поступово вдосконалювався довідковий апарат бібліотеки: крім генерального алфавітного каталогу, у 1955 році було створено систематичний каталог, у 1960-х роках — читацький алфавітний каталог і алфавітно-предметний покажчик до систематичного каталогу, а у 1970-х роках — топографічний каталог та алфавітні каталоги фондів читальних залів. У середині 1960-х років книжковий фонд бібліотеки було переведено на таблиці Універсальної десяткової класифікації (УДК), яка зберігається як основна класифікаційна система й донині.
Книжковий фонд бібліотеки продовжував активно зростати: у 1960 році він становив 100 тисяч друкованих документів, у 1967 році — 212 тисяч, а станом на 1 січня 1970 року — 272 501 друковану одиницю. Штат бібліотеки у цей час налічував уже 17 співробітників. За таких умов наявне приміщення — шість кімнат на третьому поверсі старого корпусу загальною площею 290 м², включно з читальним залом на 60 місць, — не відповідало потребам ані зберігання фонду, ані обслуговування читачів. Незважаючи на організацію пунктів видачі в гуртожитках, загальна площа бібліотеки залишалася недостатньою, а саме приміщення на Куликівському узвозі, 12 перебувало в аварійному стані.
У 1974 році за підсумками роботи бібліотеку інституту було переведено з IV до III категорії бібліотек закладів вищої освіти.
У 1975 році, після завершення будівництва нового навчального корпусу інституту за проєктом архітектора Г. В. Сіхарулідзе на вулиці Чорноглазівській, 17, бібліотека отримала нове просторе приміщення. Її загальна площа зросла з 570 м² до 2165 м², що зробило бібліотеку однією з найбільш оснащених у місті на той час. До 1976 року, у зв'язку зі зростанням кількості читачів і розширенням простору, штат бібліотеки було збільшено до 35 працівників.
У наступні роки у структурі бібліотеки відбулися суттєві зміни, спрямовані на оптимізацію її роботи та розширення спектра послуг: у 1979 році сектор книгозберігання було реорганізовано у самостійний відділ; у 1980-х роках в бібліотеці виокремлено сектор виховної роботи; у 1984 році почав функціонувати абонемент художньої літератури з відкритим доступом до найпопулярніших вітчизняних і світових творів; у 1987 році було відкрито абонемент наукової літератури, а в 1990 році — абонемент навчальної літератури для студентів заочного відділення.

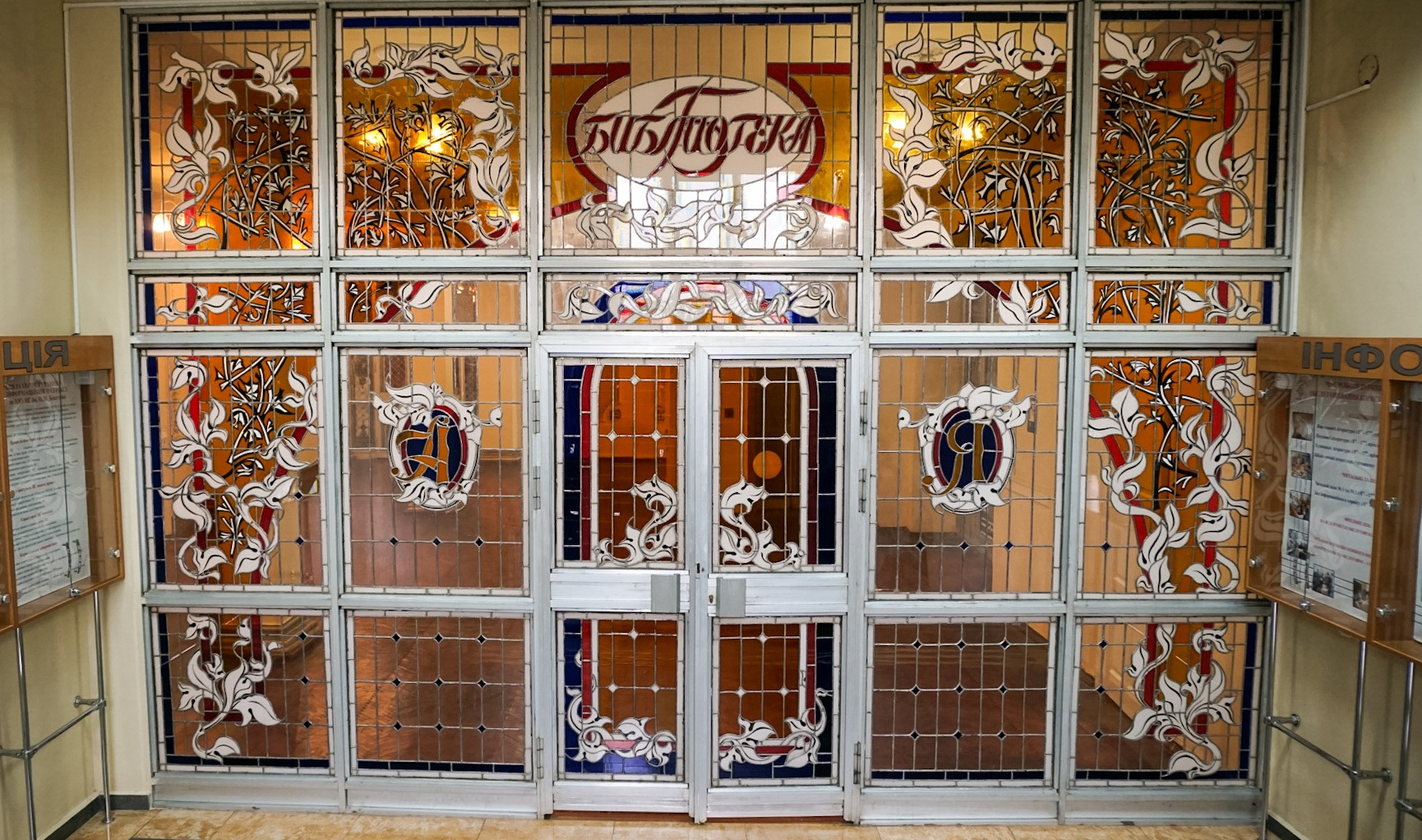
Вхід до бібліотеки у головному корпусі ХНУМГ ім. О. М. Бекетова, 2021 рік

У 1990—1991 роках інтер'єри приміщень бібліотеки було оздоблено серією декоративних вітражів, виконаних під керівництвом професора, художника монументально-декоративного мистецтва Олександра Федоровича Проніна. Ці вітражі стали однією з мистецьких візитівок бібліотеки.
Із 1999 року у бібліотеці розпочався новий етап розвитку, пов'язаний з автоматизацією бібліотечних процесів. Перші кроки в цьому напрямі були зроблені у межах міжнародного грантового проєкту TEMPUS — TACIS «Environment and Energy», завдяки якому бібліотека отримала фінансування на придбання комп'ютерного обладнання, програмного забезпечення, а також на стажування в бібліотеці Університету Абертей Данді (Шотландія). Після стажування було розроблено концепцію автоматизації бібліотеки.
Єдиним доступним для придбання у межах грантового фінансування ліцензійним програмним забезпеченням виявилася автоматизована бібліотечно-інформаційна система (АБІС) «Liber Media» на 5 робочих місць. Із 2000 року у цій програмі бібліотекарі почали створювати електронний каталог нових надходжень та активної частини фонду. У 2002 році стартував процес введення ретрофонду наукового абонемента. Паралельно тривало навчання персоналу: упродовж 2000—2003 років 24 працівники бібліотеки пройшли курс підготовки з роботи в системі. За три роки у каталозі було створено понад 20 тисяч бібліографічних описів документів.
У 2007 році на базі одного з читальних залів було створено електронний читальний зал (нині — зал інформаційного сервісу), обладнаний спочатку 12 комп'ютерами, а у 2010 році — 50 комп'ютерами з доступом до локальної мережі ЗВО та мережі Інтернет.
Упродовж 2008—2009 років бібліотека перейшла на АБІС Koha — повнофункціональну систему з відкритим кодом, яка й надалі залишається основною платформою для створення електронного каталогу. У цей період було розпочато штрихкодування фонду, що дало змогу реалізувати автоматизовану систему книговидачі.
У 2010 році були розроблені дві внутрішні програми: для формування штрихкодів, а також для автоматичного перенесення даних про студентів із деканатів до системи Koha з метою створення електронного читацького формуляра. У 2011 році бібліотека розпочала процес штрихкодування нових надходжень до фонду та внесення відповідної інформації до бази Koha за допомогою двох сканерів.
У березні 2015 року ХНУМГ ім. О. М. Бекетова було нагороджено золотою медаллю та дипломом І ступеня на міжнародній виставці «Сучасні заклади освіти — 2015» за інноваційну розробку бібліотеки «Упровадження вільного програмного забезпечення Koha для автоматизації бізнес-процесів бібліотеки вищого навчального закладу».
У вересні 2015 року в межах діяльності Українсько-польського культурно-освітнього центру університету на базі читального залу гуманітарних наук було відкрито «Бібліотеку Українсько-польського культурного центру», фонд якої склали близько 500 наукових і художніх видань, подарованих Генеральним консульством Республіки Польща у Харкові, Польським інститутом у Києві, Європейським інститутом нерухомості у Кракові та Інститутом національної пам'яті у Варшаві. 25 травня 2017 року в бібліотеці було започатковано «Польський кіноклуб».
26 лютого 2016 року рішенням Вченої ради ХНУМГ ім. О. М. Бекетова бібліотеці було надано статус «Наукова бібліотека».
У червні 2016 року бібліотека приєдналася до консорціумів ELibUkr та e-VERUM і отримала тестовий доступ до міжнародної бази електронних журналів De Gruyter. Із 2017 року користувачам бібліотеки було надано доступ до міжнародної наукометричної бази даних Web of Science, з 2018 року — до Scopus, з жовтня 2019 року — до EBSCO, а з 2020 року — до повнотекстової колекції електронних книг бази даних ScienceDirect, яка є однією з найбільших онлайн-колекцій опублікованих наукових досліджень. Це сприяло інтеграції університетської наукової спільноти у світовий інформаційний простір.
З вересня 2016 року в структурі бібліотеки почав функціонувати відділ рідкісних і цінних книг, створений у межах університетського «Фонду історичної, освітньої, наукової, інтелектуальної та культурної спадщини».
Із 2016 року бібліотека бере участь у реалізації концепції «Зелений університет», розробленої в межах проєкту «Ефективне управління енергією — перший крок до зеленого університету» за підтримки Посольства Польщі в Україні. Зокрема, було встановлено 66 світлодіодних освітлювальних приладів у читальних залах і відділах бібліотеки. Також із березня 2016 року бібліотекою реалізується ініціатива «Зелені проєкти університетських бібліотек», у межах якої організовано кампанію зі збирання макулатури в підрозділах університету.
У тому ж році бібліотека розробила дистанційний курс «Інформаційні ресурси Наукової бібліотеки ХНУМГ ім. О. М. Бекетова» на платформі Moodle, спрямований на формування інформаційної культури, навички пошуку літератури в електронному каталозі та цифровому репозиторії, створення бібліографічних описів, оформлення посилань і дотримання академічної доброчесності.
У 2017 році Наукова бібліотека ХНУМГ ім. О. М. Бекетова стала членом Української бібліотечної асоціації (УБА) і долучилася до її проєкту «Культура академічної доброчесності: роль бібліотек», спрямованого на формування етичних стандартів у науковій та освітній діяльності.
Під час пандемії COVID-19 у 2020 році бібліотека організувала дистанційне обслуговування користувачів, надаючи онлайн-доступ до джерел наукової інформації, зокрема з наукометричних баз даних Web of Science, Scopus і Springer. Фахівці інформаційно-бібліографічного відділу продовжували онлайн-консультації з присвоєння індексів УДК навчальним і науковим виданням.
19 листопада 2020 року бібліотека приєдналася до Публічної заяви Міжнародної федерації бібліотечних асоціацій та установ (IFLA) щодо сприяння цифровій інклюзії. Із лютого 2021 року бібліотека стала частиною мережі цифрових хабів освітньої онлайн-платформи «Дія. Цифрова освіта».
З 1 січня 2023 року Харківський національний університет будівництва та архітектури (ХНУБА) входить до складу ХНУМГ ім. О. М. Бекетова (рішення про реорганізацію ухвалено в листопаді 2021 р.). Відбулося також об'єднання бібліотек.

### Російсько-українська війна

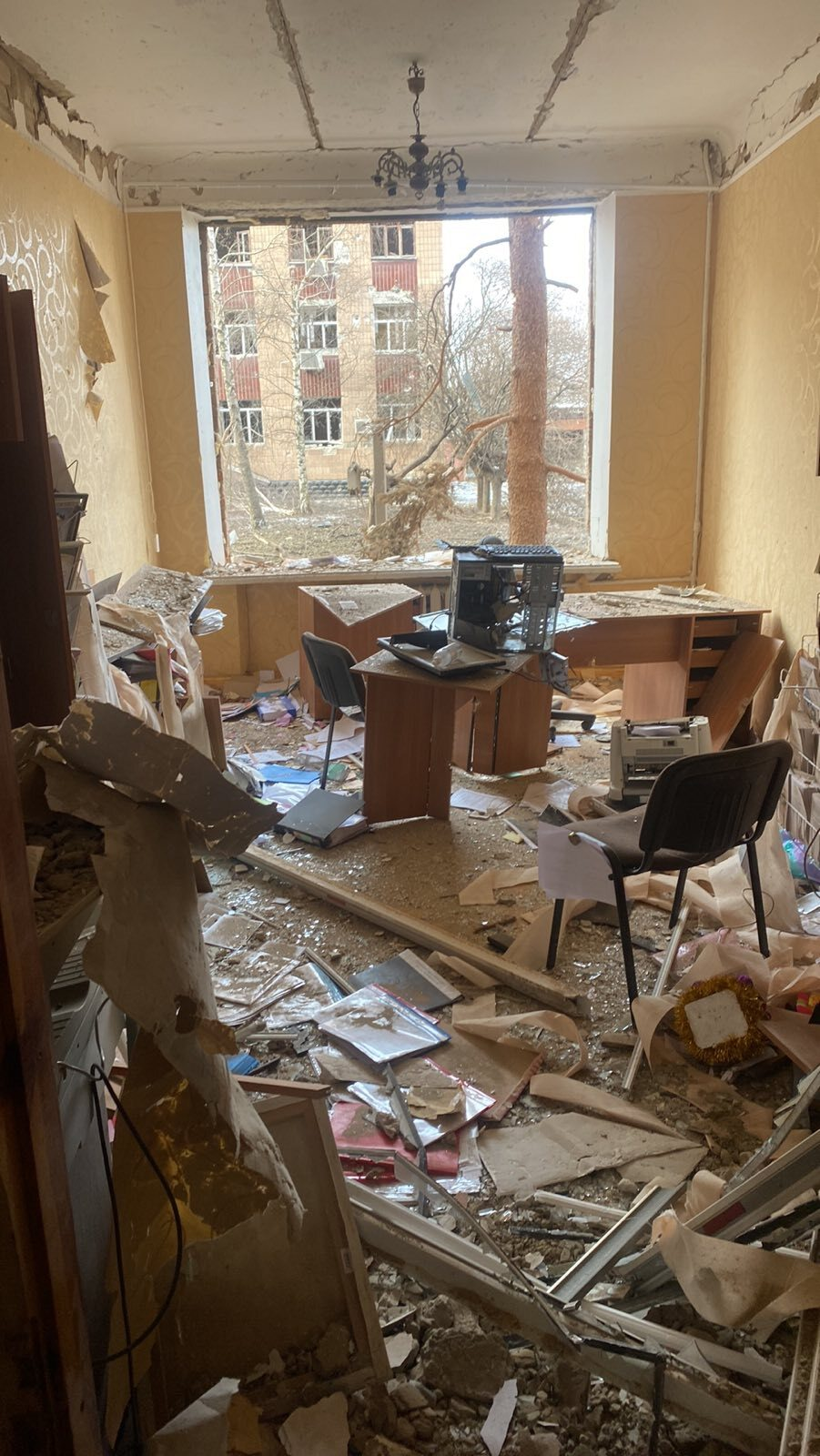
Руйнування бібліотеки ВСП «ЖКФК ХНУМГ ім. О. М. Бекетова» після обстрілу 6 березня 2022 року

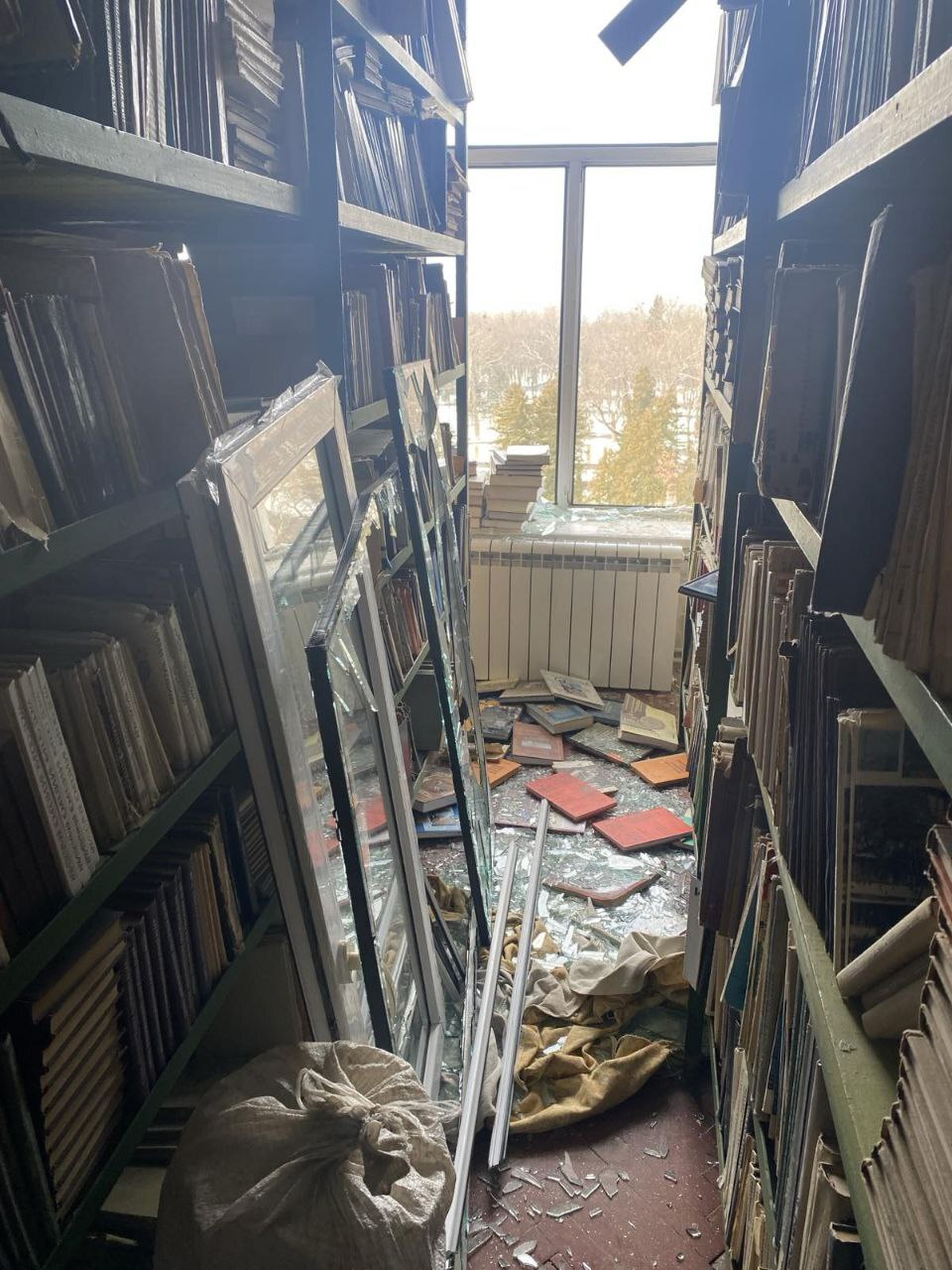
Пошкодження бібліотеки ННІ будівництва та цивільної інженерії після атаки в ніч з 25 на 26 лютого 2025 року

Унаслідок повномасштабного вторгнення Російської Федерації в Україну інфраструктура Харківського національного університету міського господарства імені О. М. Бекетова зазнала значних ушкоджень. У період з 24 лютого 2022 року до березня 2023 року по об'єктах університету було завдано 17 ракетних ударів, більшість із яких — із прямим влучанням. Значні руйнування зафіксовано також у будівлі колишнього Харківського національного університету будівництва та архітектури, який з 1 січня 2023 року входить до складу ХНУМГ ім. О. М. Бекетова як Навчально-науковий інститут будівництва та цивільної інженерії. Загалом постраждало 17 із 21 корпусу ЗВО.
6 березня 2022 року перших ушкоджень зазнала бібліотека відокремленого структурного підрозділу «Житлово-комунальний фаховий коледж ХНУМГ імені О. М. Бекетова» (ВСП «ЖКФК ХНУМГ ім. О. М. Бекетова»). Унаслідок ракетного удару 21 червня 2022 року було зруйновано головний корпус коледжу: обвалилося п'ять поверхів, загальний ступінь руйнування будівлі склав орієнтовно 40—60 %.
17 квітня 2022 року потужна вибухова хвиля пошкодила приміщення Наукової бібліотеки, розташованої у головному корпусі університету: вибито скло у 56 вікнах, через ушкодження системи водопостачання приміщення інформаційно-бібліографічного відділу постраждало від підтоплення, внаслідок чого було пошкоджено колекцію краєзнавчої літератури.
23 липня 2022 року під час обстрілу центральної частини Харкова зі ствольної артилерії російські війська поцілили у двір ХНУМГ ім. О. М. Бекетова на вулиці Чорноглазівській. Вибуховою хвилею та уламками снарядів вибито скло у 34 вікнах книгозбірні.
5 лютого 2023 року внаслідок влучання російської ракети у центральний корпус університету було зруйновано три поверхи, пошкоджено науково-дослідний центр «Мегаполіс», музейний комплекс університету. У приміщенні Наукової бібліотеки було вибито скло у 31 вікні, а також понівечено вітражі, створені у 1990—1991 роках під керівництвом О. Ф. Проніна.
Останній зафіксований випадок ушкоджень бібліотеки стався в ніч з 25 на 26 лютого 2025 року, коли під час атаки ударних безпілотників постраждала будівля Навчально-наукового інституту (ННІ) будівництва та цивільної інженерії: вибито скло у вікнах, деформовано віконні рами.
Працівники бібліотеки займалися ліквідацією наслідків руйнувань: здійснювали переміщення цінного книжкового фонду й обладнання до більш безпечних місць, облаштування та укриття матеріалів захисною плівкою, очищення приміщень бібліотеки від уламків скла, а також підготовку до відновлення пошкоджених елементів інфраструктури. Попри складні умови воєнного часу, бібліотекарі продовжували займатися науковою, бібліографічною та інформаційною діяльністю, надавати послуги користувачам, впроваджувати інновації у бібліотечну практику.

## Структура бібліотеки
Якісне та оперативне задоволення інформаційних потреб користувачів забезпечує ефективна система обслуговування, яка складається з:
- абонементу обслуговування студентів денної та дистанційної форми навчання;
- абонементу наукової літератури;
- абонементу художньої літератури;
- читального залу суспільно-економічної літератури;
- читального залу природничої та технічної літератури;
- залу інформаційного сервісу (73 робочих місця з ПК із доступом до мережних ресурсів та Internet);
- бібліотечних пунктів при гуртожитках;
- бібліотечних пунктів при кафедрах та інших підрозділах університету (Бібліотека Навчально-наукового інституту будівельної та цивільної інженерії (вул. Сумська, 40).

## Фонди бібліотеки

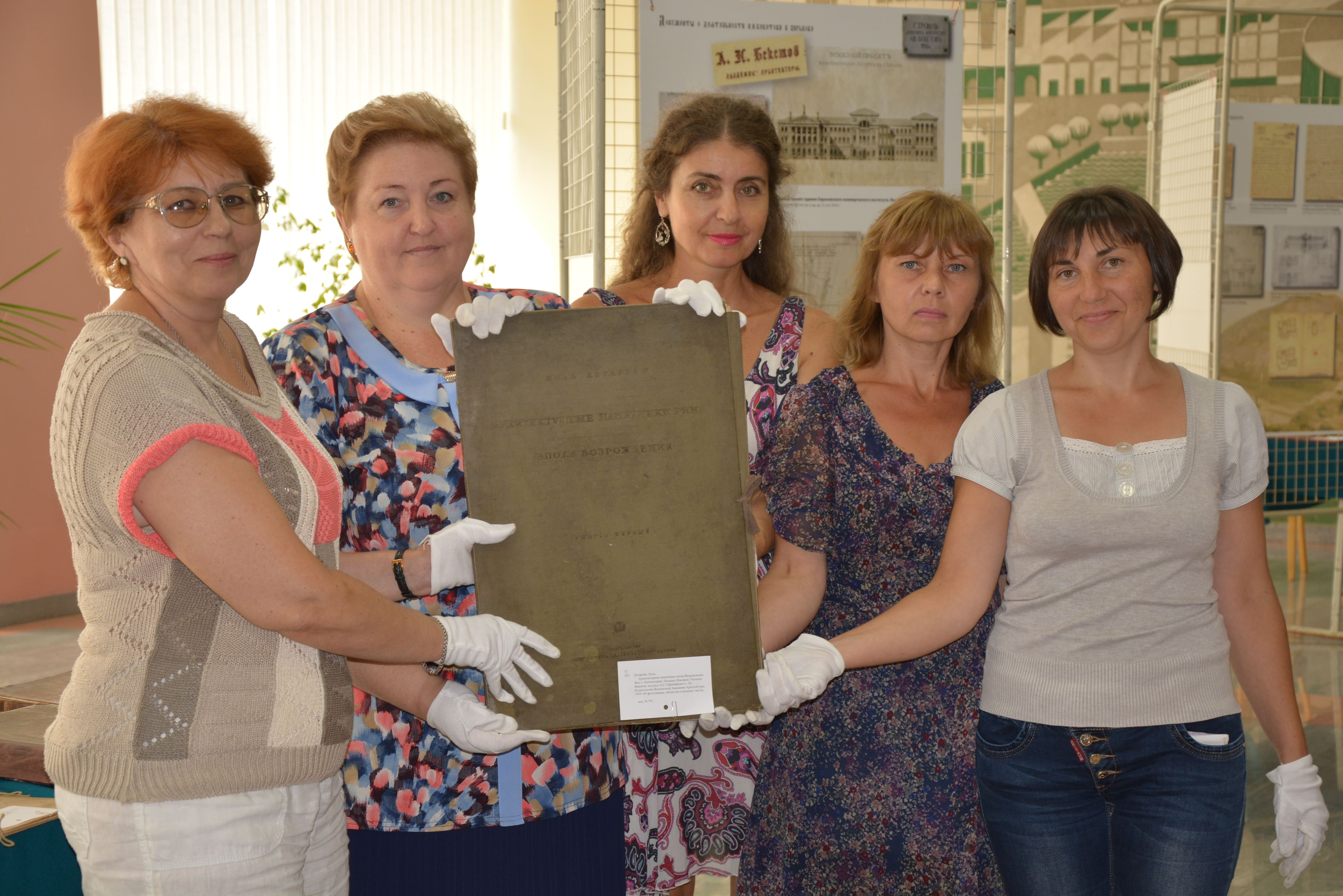
Бібліотекарі демонструють видання з фонду відділу рідкісної і цінної книги під час виставки з циклу «Спадщина університету: Історія. Наука. Культура. Особистість», 30 серпня 2016 року

На 2025 рік основний фонд бібліотеки налічує більше 1,5 млн одиниць зберігання, розподілених за фондами:
- Фонд навчальної літератури;
- Фонд наукової літератури;
- Фонд художньої літератури;
- Фонд суспільно-економічної літератури;
- Фонд природничої та технічної літератури;
- Фонд рідкісної та цінної книги.

З 2016 року у межах створення в університеті «Фонду історичної, освітньої, наукової, інтелектуальної та культурної спадщини ХНУМГ ім. О. М. Бекетова» у бібліотеці проводиться робота з формування фонду рідкісної та цінної книги. До цього часу такі видання зберігалися у фондах різних відділів бібліотеки, тож першочерговим завданням стало їх системне виокремлення та облік. Було здійснено перегляд каталогів і книгосховищ та сформовано початкову колекцію, основою якої стали видання, що вийшли друком до 1955 року.
Спочатку до фонду було відібрано 5608 примірників, на які створили топокартки. Серед документів, що стали базою фонду, особливе місце посідає зібрання книг академіка архітектури О. М. Бекетова. Крім цього, до складу фонду увійшли книжкові пам'ятки, які мають загальнокультурну, наукову й естетичну цінність, а також документи, що набули значення унікальних джерел, пов'язаних з історією університету та галузями знань, що відповідають його освітньому профілю.
З часом кількість цінних видань збільшувалася, а критерії відбору доповнювалися. До фонду увійшли мініатюрні книги, сучасні видання з високим поліграфічним рівнем, а також ті, що мають змістову, краєзнавчу та інституційну цінність. На 2025 рік у фонді зберігається 17869 примірників.
У зібранні фонду — енциклопедичний словник Брокгауза і Єфрона (1890—1904), технічна енциклопедія (1929—1936), книги із серій «Бібліотека всесвітньої літератури» та «Життя видатних людей». Окремі колекції становлять видання з приватних бібліотек, подарункові та книги незвичного формату, краєзнавча література, видання з архітектури та мистецтва. Найдавніша книга фонду — п'ятий том «Recueil élémentaire d'architecture», присвячений церквам і каплицям, виданий французькою мовою в Парижі у 1757 році. Загалом фонд відділу рідкісної і цінної книги містить п'ять видань XVIII та 65 книг XIX століття.

## Проєкти та визнання бібліотеки
За останні роки бібліотека приєдналася до декількох корпоративних проєктів, які сприяють впровадженню нових послуг та новітніх бібліотечних технологій, а також збереженню культурної спадщини:
- «Культура академічної доброчесності: роль бібліотек»[11];
- «Метабібліографія Харківщини»;
- «Бібліотечна енциклопедія Харківщини»;
- «Єдина картка читача»[9];
- «Енциклопедія житлово-комунального господарства України»[27];
- «Ефективне управління енергією — перший крок до Зеленого Університету»[28];
- «Бібліотеки Харківщини в умовах воєнного стану»[29];
- Єдина інформаційна база «Воєнний щоденник ХНУМГ ім. О. М. Бекетова»[30].

Наукова бібліотека є виконавцем проєктів:
- «Видатні вчені ХНУМГ ім. О. М. Бекетова у Вікіпедії»[31];
- «Галерея вчених ХНУМГ ім. О. М. Бекетова»[32];
- «Спадщина викладачів ХНУМГ ім. О. М. Бекетова»[33];
- «Книга завжди поруч»[34][35].

У березні 2015 року на міжнародній виставці «Сучасні заклади освіти — 2015» за інноваційну розробку бібліотеки «Упровадження вільного програмного забезпечення Koha для автоматизації бізнес-процесів бібліотеки вищого навчального закладу» ХНУМГ ім. О. М. Бекетова було нагороджено золотою медаллю та відзначено дипломом І ступеня у номінації «Упровадження інформаційно-комунікаційних технологій у навчальну, наукову та управлінську діяльність навчального закладу».
Співробітники бібліотеки неодноразово оголошувалися дипломантами конкурсу «Бібліотекар року», що проводить Методичне об'єднання бібліотек ЗВО Харківської зони:
- 2014 рік — диплом у номінації «За створення власних електронно-інформаційних ресурсів»[36];
- 2015 рік — диплом у номінації «За сприяння підвищенню позитивного іміджу ВНЗ»[37];
- у 2016 році було отримано Гран-прі конкурсу «Бібліотекар року — 2016» за створення біобібліографічного покажчика «Харківський національний університет міського господарства імені О. М. Бекетова: ректорський вимір»[38][39];
- 2018 рік — диплом у номінації «За кращу науково-дослідну роботу»[40];
- 2019 рік — диплом у номінації «За активну роботу зі студентами»[41];
- 2020 рік — диплом у номінації «За кращу проєктну діяльність»[42];
- 2023 рік — диплом у номінації «За кращий бібліографічний покажчик»[43][44].

У 2001 та 2021 роках на урочистих зборах освітян Харкова директори бібліотеки були вшановані як переможці обласного конкурсу «Вища школа Харківщини — кращі імена».
У 2022 році заступник директора бібліотеки отримала Стипендію солідарності у збереженні культурної спадщини України. Цю стипендію засновано загальноєвропейською федерацією асоціацій культури Europa Nostra та Фондом світової спадщини (Global Heritage Fund) у партнерстві з Міжнародним альянсом із захисту спадщини в зонах конфлікту (ALIPH — International Alliance for the Protection of Heritage) та Штабом порятунку спадщини (Heritage Emergency Response Initiative). Вона присуджується фахівцям, які докладають значних зусиль до збереження історичної пам'яті, мистецьких традицій і духовної спадщини України в умовах війни.
У 2022 році Науковій бібліотеці ХНУМГ ім. О. М. Бекетова виповнилось 100 років з дня заснування. У зв'язку із військовим станом в країні урочистостей з нагоди ювілею бібліотеки не проводилося. До ювілейної дати була створена книга «Наукова бібліотека ХНУМГ ім. О. М. Бекетова: історія становлення і сьогодення (1922—2022 рр.)».